# Жалібничка білоголова
Жалібничка білоголова (Psalidoprocne albiceps) — вид горобцеподібних птахів родини ластівкових (Hirundinidae).

## Поширення
Вид поширений в Східній Африці у районі Великих озер, а ізольована популяція є на північному сході Анголи.

## Підвиди
- P. a. albiceps (P. L. Sclater, 1864) — південь Південного Судану, схід Демократичної Республіки Конго, Уганда, західна Кенія, Танзанія, Бурунді, Руанда, північ Малаві, північна Замбія, з південних районів після розмноження мігрує на північ;
- P. a. suffusa (Ripley, 1960) — північно-східна Ангола.